# Зайцев, Евгений Леонтьевич

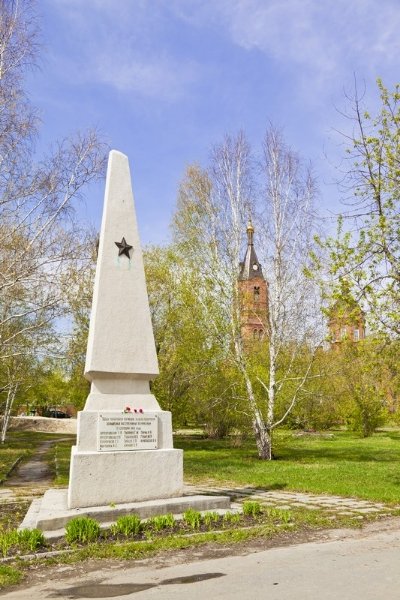
Обелиск памяти павших комиссаров в борьбе за власть Советов

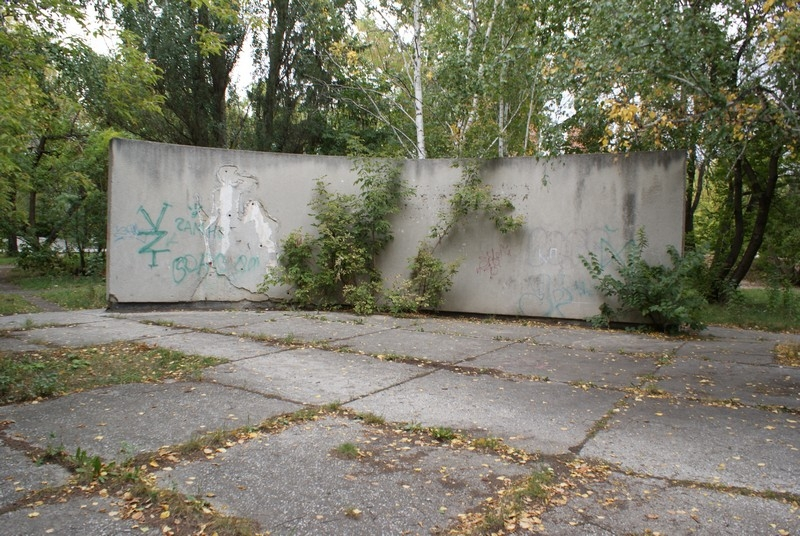
Мемориальный комплекс памяти павших в борьбе за власть Советов на братской могиле десяти курганских комиссаров. Были рельефные фигуры девушки с винтовкой в руках и тяжело раненного красноармейца и слова К.Ф. Рылеева: «Славна кончина за народ, певцы герою в воздаянье из века в век, из рода в род передадут его деянье». Фото 2012 года.

Евгений Леонтьевич Зайцев (ум. 15 сентября 1918, Курган, Тобольская губерния) — советский государственный деятель. Председатель Курганского уездного Совета рабочих, солдатских и крестьянских депутатов (1918).

## Биография
Рабочий-металлист. Работал на Путиловском заводе в Санкт-Петербурге.
В 1905 году вступил в РСДРП(б), в марте 1918 года партия переименована в РКП(б).
В марте 1918 года по заданию Уральской организации большевиков прибыл в город Курган. Здесь он встретился с Дмитрием Егоровичем Пичугиным, вместе с которым  участвовали в революционных кружках Петрограда.
В середине мая 1918 года, по предложению Д. Пичугина, его избрали председателем Курганского Совета рабочих, солдатских и крестьянских депутатов.
1 июня 1918 года от белочехов был получен ультиматум: 1 июня, к часу дня разоружить Красную Гвардию  и армию, все оружие сдать чехам, Советы объявить распущенными, всю полноту власти передать чехам. В ночь на 2 июня произошло восстание Чехословацкого корпуса, начались бои и к утру 3 июня около 150 красных сдались, остальные бежали. Е. Зайцев и большинство комиссаров были арестованы 2 июня. Содержался в Курганской тюрьме (находилась в квадрате улиц между нынешними Красина — Максима Горького — Кирова — Советская).
После покушения в ночь на 15 сентября 1918 года на поручика Франтишека Грабчика, комендант города поручик Богуслав Губ распорядился немедленно расстрелять 10 большевистских главарей, среди которых был и Евгений Леонтьевич Зайцев. Расстрел комиссаров чехи рассматривали как акт устрашения для подпольщиков. Их провели по улицам вечернего города, и расстреляли  за полотном железной дороги, в осиновом колке (ныне район улица Химмашевская — автомобильное кольцо улица Дзержинского — улица Бурова-Петрова).
Похоронен вместе с остальными комиссарами в братской могиле на Александровской площади города Кургана Курганского уезда Тобольской губернии, ныне территория Александровской площади является частью Городского сад имени Александра Невского города Кургана Курганской области.

## Память
- 7 ноября 1921 года открыт обелиск памяти павших комиссаров в борьбе за власть Советов, сооружённый по проекту представленному 206-м полком.
- 15 августа 1969 года на месте действительного захоронения комиссаров по проекту скульптора С.А. Голощапова и архитектора Г.А. Захарова построен Мемориальный комплекс памяти павших в борьбе за власть Советов на братской могиле десяти курганских комиссаров.
- 28 октября 1957 года Курганский горисполком его именем назвал одну из улиц в посёлке Ново-Северном города Кургана.
- Установлена мемориальная доска, ул. Зайцева, 59[4]

## Расстреляны вместе с Евгением Зайцевым
- Аргентовский, Лавр Васильевич  (1892—1918) — комиссар горуездной милиции
- Грунт, Мартин Петрович (?—1918) — комиссар Курганской тюрьмы, член Курганского уездного революционного трибунала
- Губанов, Владимир Владимирович (?—1918) — комиссар труда, член совдепа, военный комиссар
- Зырянов, Григорий Михайлович (?—1918) — член следственной комиссии Курганского уездного революционного трибунала
- Климов, Александр Павлович (1890—1918) — председатель первого большевистского комитета Курганской партийной организации, член исполкома совдепа, первый военный комиссар г. Кургана
- Кучевасов, Филипп Иванович (?—1918) — председатель следственной комиссии Курганского уездного революционного трибунала
- Мартынюк, Александр Евстафьевич (?—1918) — секретарь Курганского уездного революционного трибунала
- Пуриц, Ян Янович (Иван Яковлевич) (?—1918) — первый редактор большевистской рабоче-крестьянской газеты «Известия Совета рабочих, солдатских и крестьянских депутатов» в городе Кургане
- Солодников, Сергей Александрович (?—1918) — секретарь Курганского совдепа